# 荠菜属
荠菜属（学名：Capsella）是十字花科下的一个属，为一年生草本植物。该属共有约5种，分布于地中海地区、欧洲及西亚。
属名Capsella源于拉丁语capsula，意为“匣子”，形容其果实形状。